# David Nemirovsky
David Nemirovsky (russisch Дэвид Семёнович Немировски/David Semjonowitsch Nemirowski; * 1. August 1976 in Toronto, Ontario) ist ein ehemaliger russisch-kanadischer Eishockeyspieler, der im Laufe seiner Karriere vor allem in Nordamerika, Russland und Skandinavien aktiv war. Zwischen 2015 und 2018 war er Sportdirektor bei Admiral Wladiwostok, seit 2018 ist er Cheftrainer von Torpedo Nischni Nowgorod.

## Karriere
David Nemirovsky begann seine Karriere in der Metropolitan Toronto Junior Hockey League, einer regionalen Juniorenliga in Toronto, bei den Pickering Panthers, Weston Dukes und North York Rangers. 1993 wechselte er in die Ontario Hockey League zu den Ottawa 67’s. Beim NHL Entry Draft 1994 wählten die Florida Panthers ihn in der vierten Runde an der 84. Stelle aus. Seine letzte Saison in der OHL verbrachte er bei Sarnia Sting, debütierte aber auch für die Panthers in der National Hockey League. In den folgenden zwei Spieljahren pendelte er zwischen den Panthers und deren Farmteams in der American Hockey League, konnte sich jedoch keinen Stammplatz in der NHL erkämpfen.
In insgesamt 94 NHL-Partien für die Florida Panthers erzielte Nemirovsky 17 Tore und 22 Assists. Während der Saison 1998/99, am 17. Februar 1999, tauschten ihn die Panthers gegen Jeff Ware von den Toronto Maple Leafs ein. Diese setzten ihn ausschließlich in der AHL bei den St. John’s Maple Leafs ein.
Den Großteil der Spielzeit 2000/01 verbrachte er bei HV71 Jönköping aus der schwedischen Elitserien, bevor er über Lokomotive Jaroslawl 2001 zu Ilves Tampere kam. Erneut wechselte er während einer Saison den Verein, diesmal zu Jokerit Helsinki. Mit Jokerit gewann er den IIHF Continental Cup 2002/03.
Nach diesem Erfolg unterschrieb Nemirovsky im Sommer 2003 zunächst einen Vertrag bei Chimik Woskressensk, verließ diesen Club aber erneut während der laufenden Saison und schloss sich dem Ak Bars Kasan an. Weitere Stationen in der Superliga waren SKA Sankt Petersburg, HK ZSKA Moskau und wieder für SKA Sankt Petersburg.
Ab Sommer 2009 stand er bei Barys Astana unter Vertrag. Da er neben seiner kanadischen Staatsbürgerschaft auch einen russischen Pass besitzt, fällt er in der KHL nicht unter das Ausländerkontingent. Im Sommer 2010 wechselte er zusammen mit fünf Mannschaftskameraden zum HK Dinamo Minsk. Im Dezember 2010 wurde er vom HK ZSKA Moskau unter Vertrag genommen, den er nach lediglich zwei Spielen wieder verließ. Anschließend unterzeichnete er im Januar 2011 einen Kontrakt beim ERV Schweinfurt aus der Bayernliga und spielte für diesen bis zum Saisonende. In den nächsten zwei Jahren spielte er kein Eishockey, ehe er im Oktober 2013 erneut vom ZSKA Moskau verpflichtet wurde. In 16 Einsätzen für den ZSKA blieb er jedoch tor- und punktlos.

## Erfolge und Auszeichnungen
- 2003 IIHF-Continental-Cup-Gewinn mit Jokerit Helsinki

## Statistik
(Stand: Ende der Saison 2010/11)